# آب‌پیمایان
آب‌پیمایان (نام علمی: Gerridae) نام یک تیره از فروراسته آب‌پیماریختان است.